# جتی باهورانی
جتی باهورانی (به لاتین: Jethi Bahurani) یک منطقهٔ مسکونی در نپال است که در Darchula District, Nepal واقع شده‌است. جتی باهورانی ۶٬۸۵۰ متر بالاتر از سطح دریا واقع شده‌است.